# Виктор Клавер
Виктор Клавер Арокас (шп. Víctor Claver Arocas; Валенсија, 30. август 1988) бивши је шпански кошаркаш. Играо је на позицији крилног центра.

## Репрезентација
Са репрезентацијом Шпаније освојио је златне медаље на Европским првенствима 2009. у Пољској, 2011. у Литванији и 2015. у Француској, сребрну медаљу на Олимпијским играма 2012. у Лондону и бронзану на Европском првенству 2013. у Словенији.

## Успеси

### Клупски
- Валенсија:
  - Еврокуп (1): 2009/10.

- Химки:
  - Еврокуп (1): 2014/15.

- Барселона:
  - Првенство Шпаније (1): 2020/21.
  - Куп Шпаније (3): 2018, 2019, 2021.

### Појединачни
- Звезда у успону Еврокупа (1): 2009/10.

### Репрезентативни
- Европско првенство до 20 година: 
  -  2008.
- Европско првенство: 
  -  2009, 2011, 2015.
  -  2013.
- Олимпијске игре: 
  -  2012.
  -  2016.
- Светско првенство: 
  -  2019.